# Haucourt-en-Cambrésis
Haucourt-en-Cambrésis – miejscowość i gmina we Francji, w regionie Hauts-de-France, w departamencie Nord. Jej burmistrzem jest Jean-Michel Cantillon.
Według danych na rok 2009 gminę zamieszkiwało 207 osób, a gęstość zaludnienia wynosiła 58 osób/km².